# Hovagim Ier de Brousse
 Hovagim Ier de Brousse, également connu sous le nom de Hovakim, est le premier Patriarche arménien de Constantinople sous l'autorité théorique du Catholicossat de tous les Arméniens. Il est invité avec sa communauté par le Sultan Ottoman Mehmed II à quitter le cité de  Brousse en 1461, huit années après la  chute de Constantinople et à s'installer  dans la ville devenue la capitale de l'empire. 
Hovagim/Hovakim Ier est alors reconnu comme chef religieux et séculier de tous les Arméniens de l'Empire Ottoman, et nommé au titre 
de milletbaşı ou ethnarque et de Patriarche. Il exerce ses fonctions de  1461 à 1478.